# Chiesa e monastero dei Santi Cosma e Damiano
La chiesa e monastero dei Santi Cosma e Damiano è un complesso religioso situato nel comune di Tagliacozzo (AQ) in Abruzzo. 

## Storia

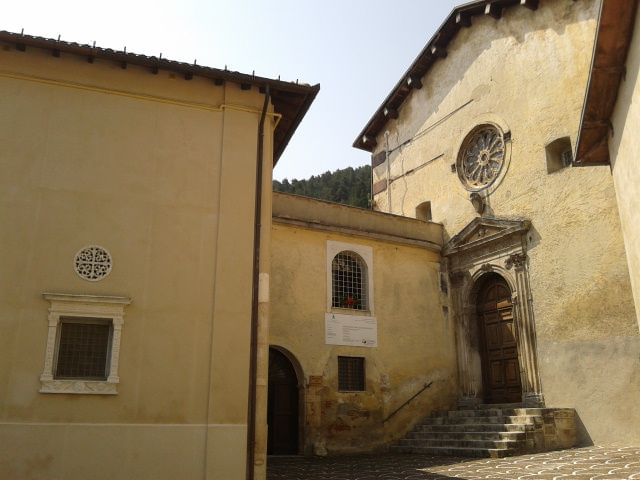
La facciata della chiesa dei Santi Cosma e Damiano

La chiesa originaria venne edificata nel periodo carolingio tra l'VIII e il X secolo, nelle vicinanze della piccola chiesuola intitolata a "San Cosma in Sylvis".
Nell'anno 872 fu donata dai monaci benedettini dell'abbazia di Montecassino al gastaldato longobardo della Marsica la chiesa di "S. Cosme de Civitella in Heloritu" con tutte le sue pertinenze nella contea dei Marsi.
Questa, durante il periodo della dinastia ottoniana tra il X e l'XI secolo, risultò essere sotto la giurisdizione cassinese. Ciò risulta da alcuni carteggi storici dell'anno 981 riferiti all'imperatore del Sacro Romano Impero, Ottone II di Sassonia.
Con la bolla pontificia del 1171, Papa Alessandro III decretò l'assoggettamento della struttura religiosa direttamente al clero romano e non alla diocesi dei Marsi che da tempo ne reclamava l'assegnazione. I pontefici che lo succedettero confermarono tali diritti di proprietà. 
Nel 1190 si stabilì nel monastero di Tagliacozzo Oddone di Novara dell'ordine Certosino, morto nel 1198 e beatificato nel 1859 da Papa Pio IX.
Ristrutturata più volte nel corso dei secoli, la chiesa contemporanea venne rimaneggiata nella prima metà del XV secolo con l'affiancamento della vecchia chiesa situata all'interno del monastero, per volere del conte Giannantonio Orsini, signore di Albe e Tagliacozzo.

## Descrizione

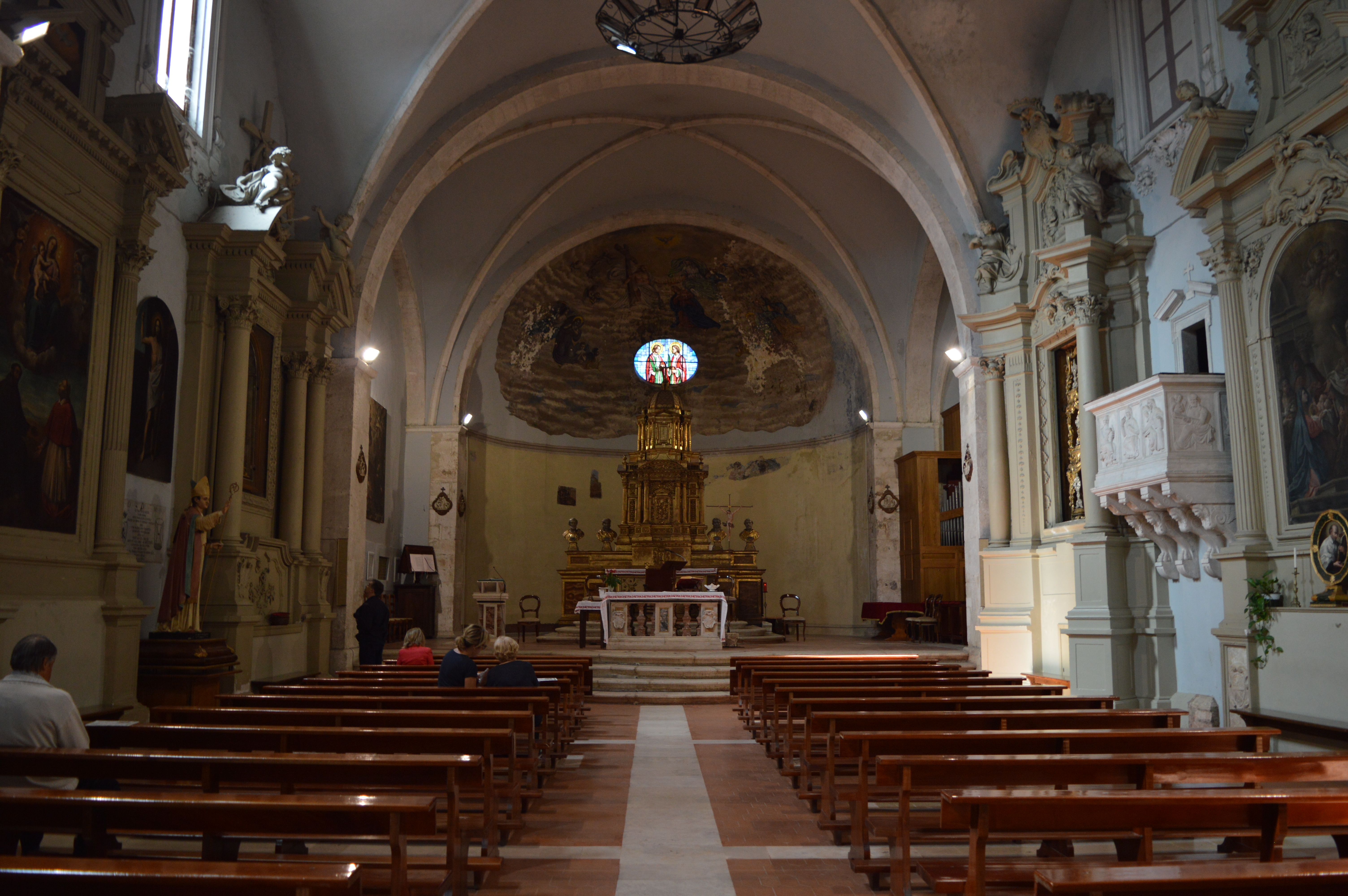
L'interno

La chiesa contemporanea è frutto del rimaneggiamento della prima metà del XV secolo. Mentre altri lavori di ristrutturazione si resero necessari a causa dei gravi danni causati dal terremoto dell'Italia centro-meridionale del 1456. In questo arco di tempo vennero realizzati il portale d'ingresso e l'ampia navata unica con le volte a crociera. Successivamente la volta della campata presbiteriale nel 1541, la campata mediana nel 1543 e la torre campanaria nel 1564. Con l'avvento dell'arte manierista-barocca, la chiesa subì altri restauri nella prima metà del XVI secolo.
Il campanile fu innalzato per interesse della badessa Abba Carida, detta Caridonia, nel 1564. Altri lavori ci furono tra il XVII e il XVIII secolo. Nel 2001 la copertura è stata consolidata onde evitare infiltrazioni d'acqua.
La chiesa si presenta come uno dei rari esempi di monasteri benedettini in Abruzzo ben conservati. Ha un aspetto irregolare, con accesso mediante un muro di protezione con un portale gotico ad ogiva; il portale vero e proprio della facciata è rinascimentale, con un arco a tutto sesto incassato in una cornice a rilievi vegetali e geometrici, con architrave a timpano triangolare, rialzato da sei gradini, articolato da due pilastri ed un arco scolpiti, sia sul prospetto che nella parte interna. Ai lati dell'arco due medaglioni decorati raffigurano i due santi medici titolari; addossate ai pilastri le lesene con modanature e listelli, i capitelli di ordine composito; su di essi si imposta la trabeazione con architrave liscio e fregio riccamente decorato.

### Quadro del Volto Santo
Il complesso religioso conserva il quadro donato alla città e al ducato di Tagliacozzo dalla famiglia Colonna, risalente verosimilmente tra il XVII e il XVIII secolo, che raffigura il Volto Santo di Gesù sofferente, impresso sul velo della Veronica. Annualmente nella domenica in albis si celebra la solennità del Volto Santo e la festa della Municipalità. In processione l'antico quadro viene portato in piazza dell'Obelisco per la benedizione.